# Aaaaba
Aaaaba – rodzaj chrząszczy z rodziny bogatkowatych, podrodziny Agrilinae i plemienia Coraebini.

## Taksonomia
Rodzaj ten wprowadził w 1864 roku Henri Deyrolle pod nazwą Alcinous. Nazwa ta została jednak w 1861 roku wykorzystana dla rodzaju kikutnic, w związku z czym w 2002 roku Charles L. Bellamy wprowadził dla chrząszcza nową nazwę rodzajową Aaaba. Rick Westcott zauważył jednak, że również nazwa Aaaba została już nadana – w 1936 roku Max Walker de Laubenfels nazwał tak rodzaj gąbek z rodziny Crellidae. Wskutek tego w 2013 roku C.L. Bellamy nadał więc chrząszczom nową nazwę rodzajową Aaaaba. Celem nadania takiej nazwy rodzajowej było zapewnienie bogatkowatym pierwszego miejsca na listach rodzajów zwierząt.
Do rodzaju tego należą dwa opisane gatunki:
- Aaaaba fossicollis (Kerremans, 1903)
- Aaaaba nodosa (Deyrolle, 1865)

## Morfologia
Chrząszcze o umiarkowanie wydłużonym ciele. Głowa zaopatrzona jest w duże oczy złożone stykające się z przednią krawędzią przedplecza. Ząbkowanie na czułkach zaczyna się od piątego członu. Czoło jest przewężone pomiędzy panewkami czułków. Przedplecze jest podłużnie pobrużdżone, ma nieregularnie ukształtowaną powierzchnię i nie nakrywa tarczki. Przedpiersie ma wyrostek międzybiodrowy stykający się z tyłu z zapiersiem. Odnóża tylnej pary mają pierwszy człon stopy niemal tak długi jak dwa kolejne razem wzięte. Pierwszy i drugi z widocznych sternitów odwłoka (wentrytów) mają zauważalne szwy.

## Rozprzestrzenienie
Oba gatunki z tego rodzaju są endemitami Australii. Występują na północno-wschodnim wybrzeżu Queensland, południowo-wschodnim wybrzeżu Nowej Południowej Walii oraz w Wiktorii.